# ثعلب البمبات
ثعلب البمبات (الاسم العلمي: Lycalopex gymnocercus) يدعى أيضًا بـثعلب أسزارا أو ثعلب أزارا، هو ثعلب من الحجم المتوسط ونوع ليكالوبيكس، وهي ثعالب أمريكا الجنوبية. ويدعى محليًا zorro.

## الصفات العامّة
ثعلب البمبات يشبه الثعلب الأحمر لكنه أصغر ولونه رمادي. وهو يزن بين 4 و6 كغ.

## الغذاء
تتواجد ثعالب البمبات في كل من الأرجنتين والأوروغواي والباراغواي والبرازيل. وتعيش في الأراضي المعشبة، الغابات والمنحدرات. ويتناول الأعشاب، الجرذان، الثمار، الأرانب، الضفادع، السحالي والطيور.